# 卡普雷塞-米开朗基罗
卡普雷塞-米开朗基罗（義大利語：Caprese Michelangelo），旧称卡普雷塞，是意大利托斯卡纳大区阿雷佐省的一个市镇。位于佛罗伦萨西约100公里处。这里是文艺复兴时期著名艺术家米开朗基罗的出生地。而為了紀念米開朗基羅,該地將市鎮名由卡普雷塞改成了卡普雷塞-米開朗基羅。 

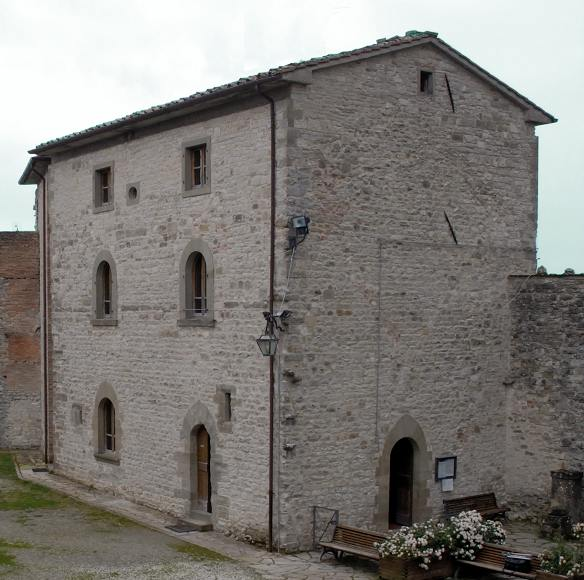
米开朗基罗博物馆